# باقرآباد (شازند)
باقرآباد روستایی است کم جمعیت که از نظر جغرافیایی در استان مرکزی، شهرستان اراک، و در بخش سربند شازند واقع شده‌است.

## مسیرها
1. از طریق شازند، نرسیده به آستانه، ظهیرآباد، روستای حاج یوسف، «آدینه مسجد سفلی و علیاً، یا از طریق حصار دره.
2. از طریق پلیس راه «توره»، «حران» و روستا.
3. از طریق جاده بروجرد، بعد از گردنه زالیان» و «دوجفت»، روستای «ده سفر علی»، «رضاآباد»، «چهارچریک» و بعد «باقرآباد».

نام قدیم این روستا «دزداندره» که وجه تسمیه آن مشخص نیست ثبت شده‌است.